# Caulier (stacja metra)
Caulier – stacja metra w Lille, położona na linii 1. Znajduje się w Lille, pod placem Madeleine-Caulie, w dzielnicy Fives.
Została oficjalnie otwarta 25 kwietnia 1983 przez ówczesnego prezydenta Republiki Francuskiej François Mitterranda.